# Sévignacq-Meyracq
Sévignacq-Meyracq är en kommun i departementet Pyrénées-Atlantiques i regionen Nouvelle-Aquitaine i sydvästra Frankrike. Kommunen ligger i kantonen Arudy som tillhör arrondissementet Oloron-Sainte-Marie. År 2022 hade Sévignacq-Meyracq 573 invånare.

## Befolkningsutveckling
Antalet invånare i kommunen Sévignacq-Meyracq
| Referens: INSEE |